# Háblate de mí
Háblate de mí es el primer extended play del cantautor mexicano Jósean Log. Se lanzó oficialmente el 14 de octubre de 2016 en formato físico y digital en México. Todas las canciones fueron escritas por Log. Fue producido por Mateo Lewis, y se distribuyo de forma independiente. El miniálbum mezcla sonidos de indie pop, folk pop y pop hipnagógico. Contiene 5 canciones originales, del cual destacaron sencillos como; «Chachachá» y «Beso». El primero de ellos, fue el tema que dio a conocer a Jósean en el ámbito musical, pues logró rebasar las 290 millones de reproducciones en YouTube y más de 500 millones en Spotify —inicialmente fue lanzado como una versión acústica—.

## Antecedentes
Háblate de mí, lanzado en 2016, marcó un avance importante en la escena de la música independiente en México. Con cinco temas y una producción minimalista, el trabajo se centró en la voz y letras del artista, explorando temas como el amor, la identidad y la autoexploración. La instrumentación acústica y los arreglos crearon una atmósfera íntima; el lanzamiento fue bien recibido, consolidando a Log como una figura relevante en el género.

## Recepción
En el sitio web Rate Your Music recibió una puntuación de 2.94 sobre 5 estrellas.

## Lista de canciones
| N.º   | Título      | Escritor(es) | Duración |  |
| 1.    | «Chachachá» | Jósean Log   | 3:35     |  |
| 2.    | «Beso»      | Jósean Log   | 3:31     |  |
| 3.    | «Doma»      | Jósean Log   | 3:08     |  |
| 4.    | «Tierra»    | Jósean Log   | 3:02     |  |
| 5.    | «La luna»   | Jósean Log   | 4:03     |  |
| 17:19 |             |              |          |  |

## Historial de lanzamiento
| País   | Fecha                 | Formato(s)       | Sello                | Ref.  |
| ------ | --------------------- | ---------------- | -------------------- | ----- |
| México | 14 de octubre de 2016 | Descarga digital | Música independiente | [ 8 ] |